# Зубков, Семён Васильевич
Семён Васильевич Зубков (2 [15] февраля 1903 года, Одесса — 4 марта 1991 года, Ленинград) — советский военачальник, участник Великой Отечественной войны, генерал-майор артиллерии ВС СССР.

## Биография
Родился 15 (2) февраля 1903 года в городе Одесса на станции Застава.
Офицер артиллерии. Участник Великой Отечественной войны. С 24 апреля 1942 года в звании майора командовал 5-й отдельной истребительной артиллерийской противотанковой бригадой, участник сражений в составе 1-й истребительной дивизии 57-й армии Юго-Западного фронта.
В составе 51-й армии с 5-й отдельной гвардейской бригадой освобождал Севастополь, сражался в районе Сапун-горы; его бригада получила почётное наименование Севастопольской. Командовал позже 33-й гвардейской легкоартиллерийской бригадой, с ней в составе 3-го Белорусского фронта участник боёв за город Пиллау (Балтийск), который был взят 25 апреля 1945 года.
Награждён 10 боевыми орденами, среди которых орден Ленина, три ордена Красного Знамени, орден Кутузова II степени, орден Александра Невского (награждён за участие в освобождении Крыма), орден Отечественной войны I степени, польский орден Возрождения Польши (V степень), медали «За оборону Сталинграда», «За победу над Германией» и «За взятие Кёнигсберга».
С февраля 1952 по октябрь 1954 годы командовал 6-й артиллерийской дивизией прорыва Народного Войска Польского. В 1954 году произведён в генерал-майоры, вернулся в СССР и назначен заместителем командира корпуса ПВО в Петровский гарнизон.
Скончался 4 марта 1991 года. Урна с прахом захоронена на Расторгуевском кладбище в могиле его жены, Марии Ивановны.